# Мэн Ваньчжоу
Мэн Ваньчжоу (孟晚舟) — финансовый директор Huawei, дочь президента Huawei Жэнь Чжэнфэя.

## Биография
После окончания колледжа в 1992 году она год проработала в China Construction Bank. Затем она присоединилась к компании Huawei в качестве секретаря. Она училась в Университете науки и технологий Центрального Китая в Ухане, где получила степень магистра. Другими местами её жительства были Ванкувер и Гонконг. Она является финансовым директором Huawei с марта 2018 года.

## Личная жизнь
С 2007 года Мэн Ваньчжоу замужем за Лю Сяоцзуном, в этом браке родился один ребёнок, у мужа есть дети от предыдущих браков. У Мэн Ваньчжоу есть брат.

## Дело принцессы Huawei
1 декабря 2018 года в международном аэропорту Ванкувера госпожа Мэн была задержана Канадским агентством пограничной службы по запросу Министерства юстиции США по подозрению в нарушении санкций США против Ирана. Мэн Ваньчжоу была арестована в рамках обновленного Акта о борьбе с иностранными коррупционными практиками, принятого в США.
Эта новость вызвала настоящий шок на рынках: ключевые индексы США опустились более чем на 3%. Резкое снижение индексов наблюдалось так-же на азиатских биржах. Как заявила CNBC: "Арест и экстрадиция по запросу американского правительства являются новой эскалацией процесса, в ходе которого США пытаются привлечь к ответственности китайские компании за нарушение американских законов. Арест высокопоставленного сотрудника Huawei может говорить о том, что началась борьба и американские правоохранительные органы получили зеленый свет от высшего руководства на преследование частных лиц, за которыми США не охотились в прежние, более спокойные времена".
Американские и российские эксперты указывали на чрезмерно жесткое обращение с топ-менеджером Huawei и считали, что действия США превратили финансовый вопрос в политический.
Как заметил профессор Колумбийского университета Джеффри Сакс, «начать аресты с ведущего китайского менеджера, а не с дюжин не менее виновных в правонарушениях американских менеджеров — вопиющая провокация по отношению к китайскому государству, бизнесу и обществу». Эксперт назвал арест Мэн Ваньчжоу «актом торговой войны» США и КНР, обратив внимание читателей на американский банк JP Morgan Chase, который также был уличен в работе с Ираном, но чьи менеджеры не подверглись пока никаким наказаниям.
11 декабря в ответ на задержание финансового директора Huawei властями Китая по подозрению в шпионаже был задержан бывший дипломат Канады, сотрудник International Crisis Group Майкл Ковриг. В этот-же день, поздно вечером, канадский суд Ванкувера принял решение освободить финдиректора Huawei Мэн Ваньчжоу из-под стражи под залог в 10 миллионов канадских долларов. А так-же было принято решение отложить экстрадицию в США на время судебного разбирательства.
13 декабря одна из газет китайской провинции Ляонин сообщила, что в Китае был задержан и помещён под стражу ещё один гражданин Канады Майкл Спавор, который помогал западным бизнесменам налаживать связи с КНДР. Официально и он, и задержанный ранее Майкл Ковриг якобы «ставили под угрозу безопасность Китая».
24 сентября 2021 года Канадский суд в Ванкувере снял все обвинения с Мэн. Проведя около трёх лет под домашним арестом в Канаде после обвинений в мошенничестве, выдвинутых против нее американским судом, Мэн Ваньчжоу вернулась на родину. Ее освобождение стало возможным благодаря сделке с американскими властями, позволившей Мэн Ваньчжоу избежать экстрадиции в США. Весьма символично, что в тот же день в Пекине были выпущены на свободу канадцы Майкл Ковриг и Майкл Спэйвор, которые в субботу вылетели на родину в сопровождении посла Канады в КНР
После возвращения Мэн Ваньчжоу в Китай официальный представитель МИД КНР Хуа Чуньин заявила, что «дело Мэн Ваньчжоу стало проявлением политических козней и политического преследования граждан Китая с целью оказать в лице компании Huawei давление на высокотехнологичные китайские предприятия в целом.»